# 対敵諜報部隊

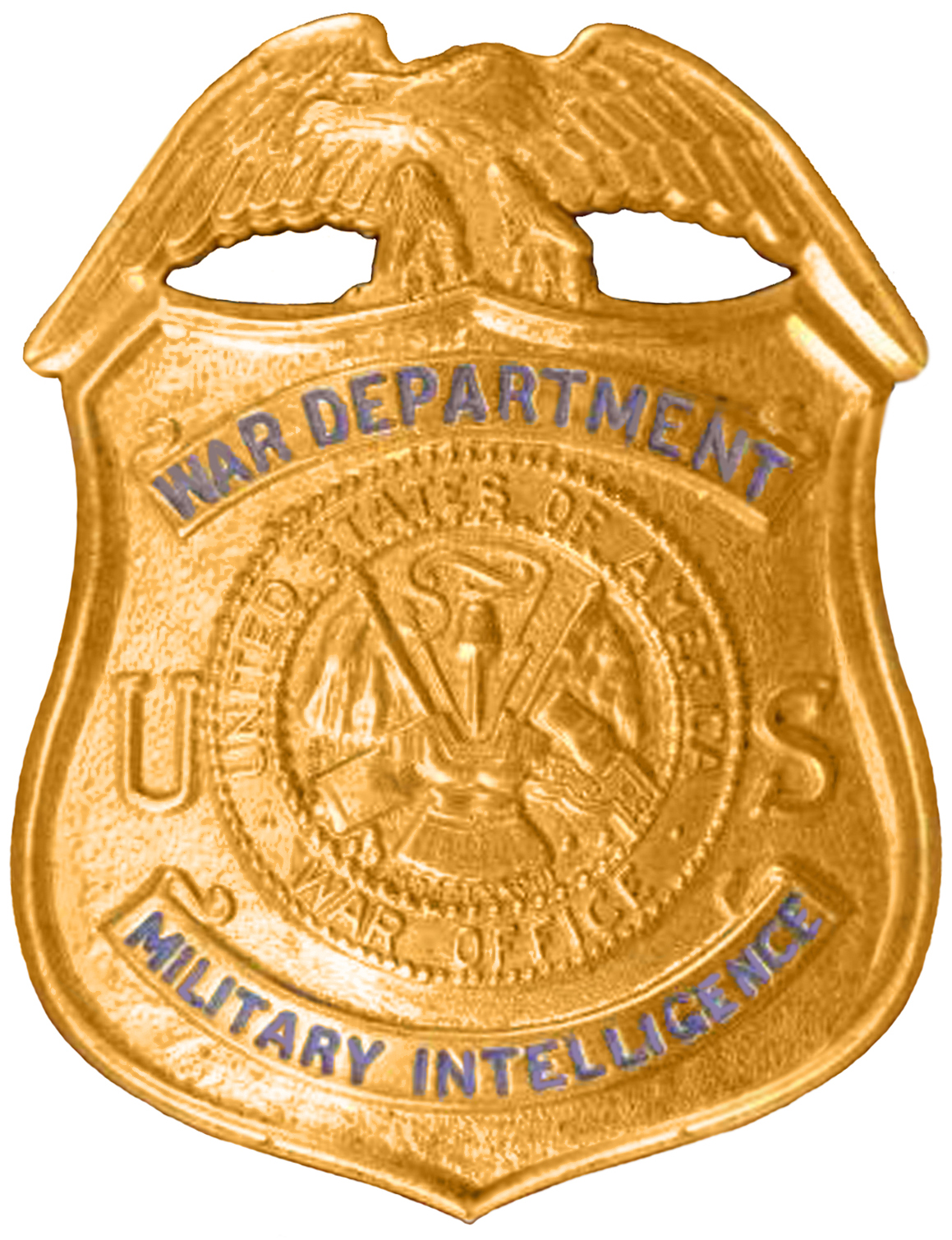
対敵諜報部隊のバッジ。第二次世界大戦期頃。

対敵諜報部隊（たいてきちょうほうぶたい、英語: Counter Intelligence Corps ; CIC）は、アメリカ陸軍の部隊のひとつ。防諜隊部隊などとも訳される。
1942年にエリオット・ソープ准将を部隊長として発足。軍への反逆・破壊・スパイ活動の調査・監視を任務とし、連合国軍占領下の日本各地にも配置された。1960年代に改組された。

## 日本における活動
第441CIC支隊が連合軍占領下の日本を担当した。人員は主に日系二世からなり、語学力や容貌を生かして徹底的な情報収集を行った。任務は情報収集だけでなく戦犯の逮捕や政治犯の釈放にも携わり、超国家主義者や右翼、共産主義者、労働組合の指導者、在日朝鮮人、進歩的文化人などの思想調査も行っている。1948年1月時点の第441CIC支隊の勤務者は881人。

### 第441CIC支隊の変遷
- 1945年8月 - 民間諜報局（CIS）の下部機関として設立[3]。
- 1946年1月 - 対敵諜報部隊の傘下に移り、ソープ准将は辞任。Ｗ・Ｅ・ホーマン中佐が統括[3]。
- 1948年  - 参謀第2部民間諜報課の局昇格に伴い統括下に置かれる。
- 1949年7月 - 新設された対敵諜報課(CID)の配下に入る[5]。
- 1950年1月 - 対敵諜報課が廃止されて民間諜報課が復活。第441CIC支隊の責任者がＲ・Ｇ・ダフ大佐からＬ・Ｇ・スミス大佐に変わる[6]。